# August Wilhelmj
August Wilhelmj, född 21 september 1845 i Usingen, död 22 januari 1908 i London, var en tysk violinist.
Wilhelmj studerade violinspelet för Konrad Fischer i Wiesbaden och därefter (1861–1864) för Ferdinand David vid musikkonservatoriet i Leipzig. Efter avslutade studier började han sina konsertresor, vilka under 1860-talet sträckte sig över nästan hela Europa och följande årtionden över nästan hela världen. Han besökte Sverige 1871 och 1885. Han utnämndes 1871 till professor och blev 1872 ledamot av Kungliga Musikaliska Akademien i Stockholm. 
Wilhelmj medverkade som konsertmästare vid Bayreuthfestspelen 1876. Han innehade länge ett violinìnstitut i Biebrich, bodde 1886–94 i Blasewitz vid Dresden och var därefter lärare vid Guildhall School of Music i London. Han utgav 1903 en större Violin-Schule. Han var en av sin tids främsta violinister.